# Margarita Xevtxenko
Margarita Xevtxenko   (Siktivkar, 29 d'agost de 1967), rus: Маргарита Шевченко, és una pianista russa.
Xevtxenko va estudiar al Conservatori de Moscou amb Vera Gornostàieva i Lev Vlasenko. El 1990 va aconseguir el quart lloc amb Corrado Rollero al 12è Concurs Internacional de Piano Frédéric Chopin de Varsòvia. Xevtxenko ha actuat a Rússia, a tot Europa, Israel, Canadà, els Estats Units, Brasil i Sud-àfrica. Entre els directors que ha interpretat hi ha Vladimir Spivakov, Simon Rattle i JoAnn Falletta, entre d'altres. Les seves obres inclouen repertori de Franz Schubert, Frédéric Chopin, Ludwig van Beethoven, Domenico Scarlatti i altres.
Xevtxenko ha ensenyat al "Cleveland Institute of Music", a l'Acadèmia del Festival Internacional de Piano de Miami i a la Universitat Estatal de Michigan.